# Ars Ensis
Ars Ensis Lovagi Kör és Kardvívó Iskola Egyesület (AE) a legnagyobb magyar HEMA szervezet. Az AE egy szigorúan nonprofit harcművészeti társulás, amelynek tagjai főleg a középkori és kora újkori történelmi európai harcművészetek hiteles oktatásával és kutatásával foglalkoznak a korabeli vívókönyvek, kódexek alapján. Az Ars Ensis oktatói 2003 óta foglalkoznak a közösség felépítésével, jelenlegi jogi formáját 2010-ben kapta.

## Elnökség
- Várhelyi Zoltán Pál, elnök[4]
- Kun Tünde, sport alelnök, várcsata
- Ormosi Péter Bonifác, szakmai alelnök[5]

## Tiszteletbeli tagok
- Scott Brown,[6] vendégoktató, a kard és ökölpajzs fegyvernem elindítója az egyesületnél
- Martin Enzi
- Matt Galas,[7] vendégoktató, a HEMAC alapító tagja
- Ilkka Hartikainen,[8] vendégoktató
- Edgar Pfandler, az edzőtábor fényképésze és rendszeres résztvevője
- Sándor Zsolt, a la canne, bartitsu elindítója az egyesületnél
- Joeli Takala, vendégoktató

## Tanterv

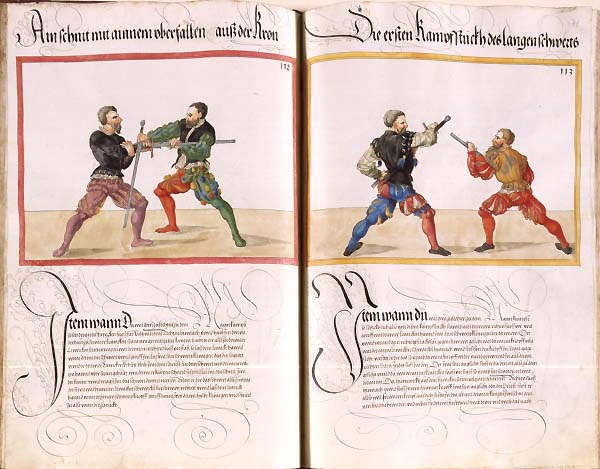
Paulus Hector Mair (~1540)

Középkori mintára az AE Vívóiskola legfőbb eszköze, a tananyag gerince és alapvető felszerelése a hosszúkard. A tananyag két nagy oktatási szakaszra van bontva:
- alaptanterv, ami ideális esetben négy évig tart, ez idő alatt a tanuló - évenként megtehető - Scholler[9] díjvívások (Scholler I, II, III) során számolhat be elméleti és gyakorlati ismereteinek gyarapodásáról. Az alaptantervet a Free Scholler díjvívás zárja, ami jelzi, hogy a továbbiakban a tanuló önállóan is képes vívóismeretek elsajátítására.
- a második oktatási szakasz - a Provost képzés - további három év képzést jelent, amely során a tanuló lehetőséget kap arra, hogy mélyebben elmerüljön az egyénileg választott vívóiskolák tanulmányozásában, valamint komplex képzésben vegyen részt, ahol történelmi, filozófiai ismereteit is bővítheti.

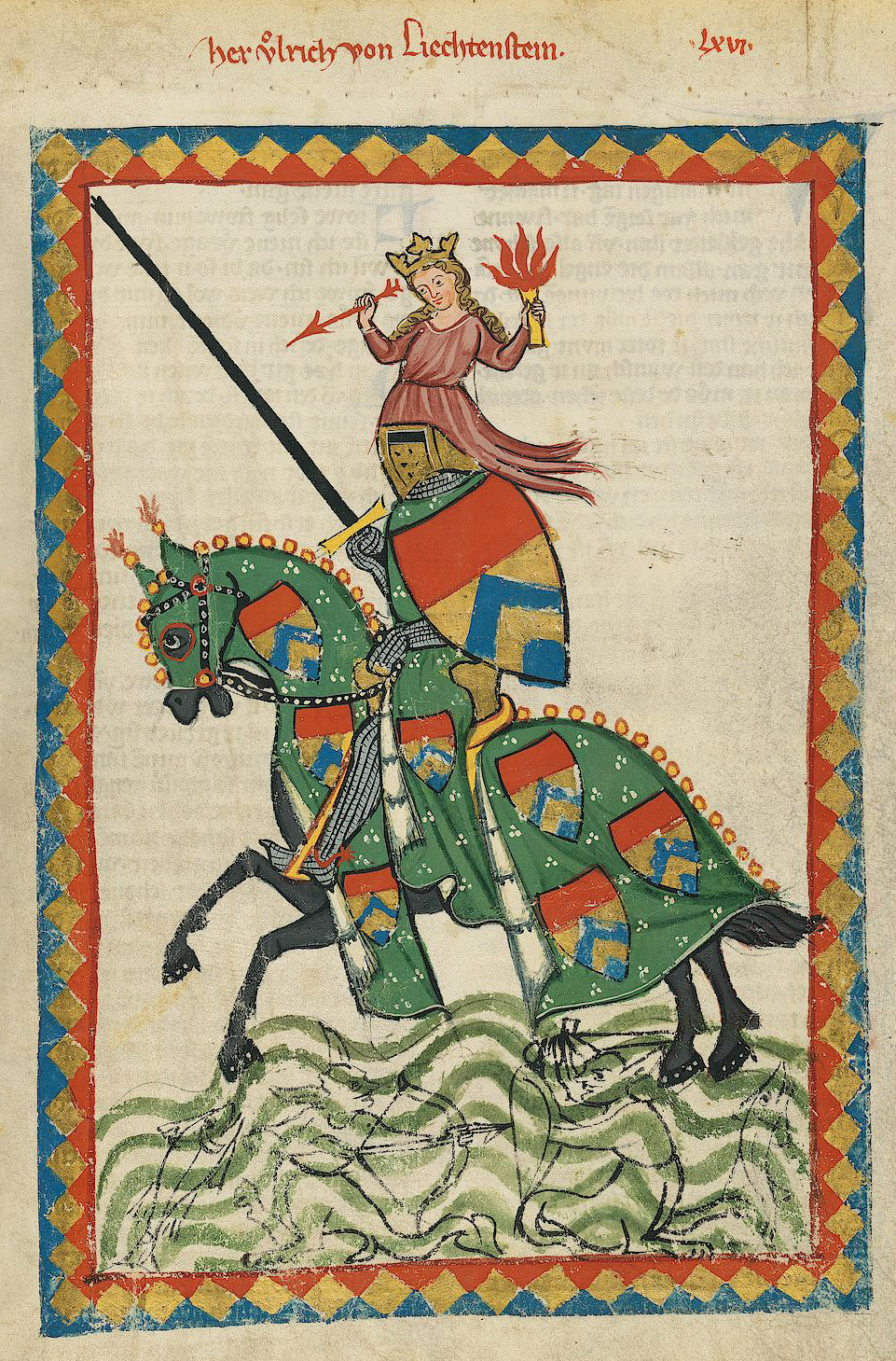
Codex Manesse

A középkori vívás mozgásanyaga, illetve annak technikai elemei megtalálhatók a különféle korabeli vívókönyvekben, kódexekben, ugyanakkor az oktatás pontos és részletes módszertana feledésbe merült, ennek pótlására az egyesület a modern sportmódszertan elveit és módszereit alkalmazza, illetve modern védőfelszerelést használ, valamint folyamatosan továbbfejleszti, hozzáigazítja a felszerelés egyes elemeit a hosszúkardvívás követelményeihez. Az AE nem klasszikus hagyományőrző egyesület, nem a külsőségre - korabeli ruházat, páncélok, életmód - helyezi a hangsúlyt, hanem a korabeli mozgáskultúra tanulmányozására és oktatására. Ezzel párhuzamosan egy olyan kulturális és életszemléleti hátteret kíván biztosítani a tagjainak, amely fogékonyabbá teszi őket az európai és magyar történelmi örökség befogadására.
Az egyesületen belül lehetőség van a címervédésre: az AE címertan szakértőjével történt konzultáció után a tagok megtervezhetik és megvédhetik a címerüket, amit a védés után kitűzhetnek a díjvívások és egyéb közös rendezvények során. A Scholler címek megszerzésére a nyári edzőtábor utolsó napján van lehetőség. Annak érdekében, hogy az egyesület tagjai rendszeresen összemérhessék vívástudásukat, erejüket és ügyességüket évente megrendezésre került az AE Lovagi Torna (Solymári vár (2011, 2012), Visegrád (2013, 2014, 2015, 2016)), illetve a Liga rendezvény (párbaj-sorozat).
Az egyesületnek 38 oktatója van, illetve több tag - oktatójelöltként - készült az oktatói minősítés megszerzésére. Az Ars Ensis oktatói 2003 óta foglalkoznak a csoport felépítésével, jelenlegi jogi formáját 2010-ben kapta. A vívóiskola oktatógárdája 4 városban - Budapesten, Győrben, Nagykanizsán, Szegeden - 14 helyszínen tart edzéseket.

## Oktatott fegyvernemek
- hosszúkard: 
  - kezdő (Scholler I) szint: a technikai gyakorlatokat a tanulók párnázott gyakorlókarddal hajtják végre, illetve a szabadvívás is ezzel történik;
  - középhaladó (Scholler II), haladó szint (Scholler III): a technikai gyakorlatokhoz már életlen, sporteszköznek számító, szigorúan középkori dinamikájú és kinézetű fémkardot használnak a tanulók;
  - Free Scholler, Provost szint: protektoros szabadvívás középkori mintájú fém vívókarddal (Feder, Paratschwert)
- bartitsu
- bot
- la canne
- egykezes kard
- harc lóháton
- kard és ökölpajzs
- kard és tőr
- kard és köpeny
- kastélybirkózás
- két kard
- montante (kétkezes egyenes kard)[17]
- páncélos harc
- rapír (rapier)
- szablya
- tőr

## HEMAC
Az Ars Ensis tagja a Történelmi Európai Harcművészetek Nemzetközi Szövetségének (HEMAC), évről évre részt vesz annak rendezvényein például a Dijonban megrendezett International Gathering of HEMA találkozón vagy az angliai FightCamp rendezvényen, illetve aktív szerepet vállal a HEMAC által koordinált kutatásokban. 2010-től rendszeres szereplője a Nagy Sportágválasztó budapesti rendezvényeinek.
Az Ars Ensis Egyesület adja ki az egyetlen rendszeresen megjelenő, magyar nyelvű HEMA kiadványt a Kardlapot.
2012. december 1-jén a debreceni székhelyű Anjou Udvari Lovagok Egyesületével közösen az AE létrehozta a Magyar Hosszúkardvívó Sportszövetséget (MHS) annak érdekében, hogy a Magyarországon önálló sportként jelenjen meg a hosszúkardvívás.
Az Ars Ensis megállapodott a londoni székhelyű Schola Gladiatoria HEMA vívóiskolával arról, hogy kölcsönösen elismerik egymás díjvívói fokozatait, különösképpen a Free Scholler fokozatokat.

## Várcsaták és Lovagi Tornák helyszínei

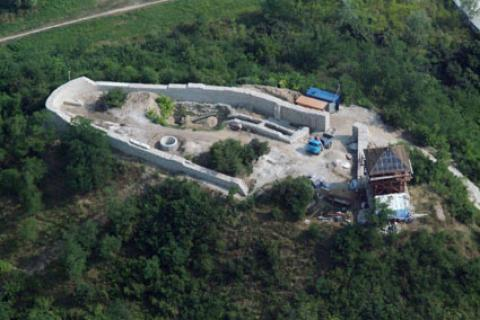
Szarkavár
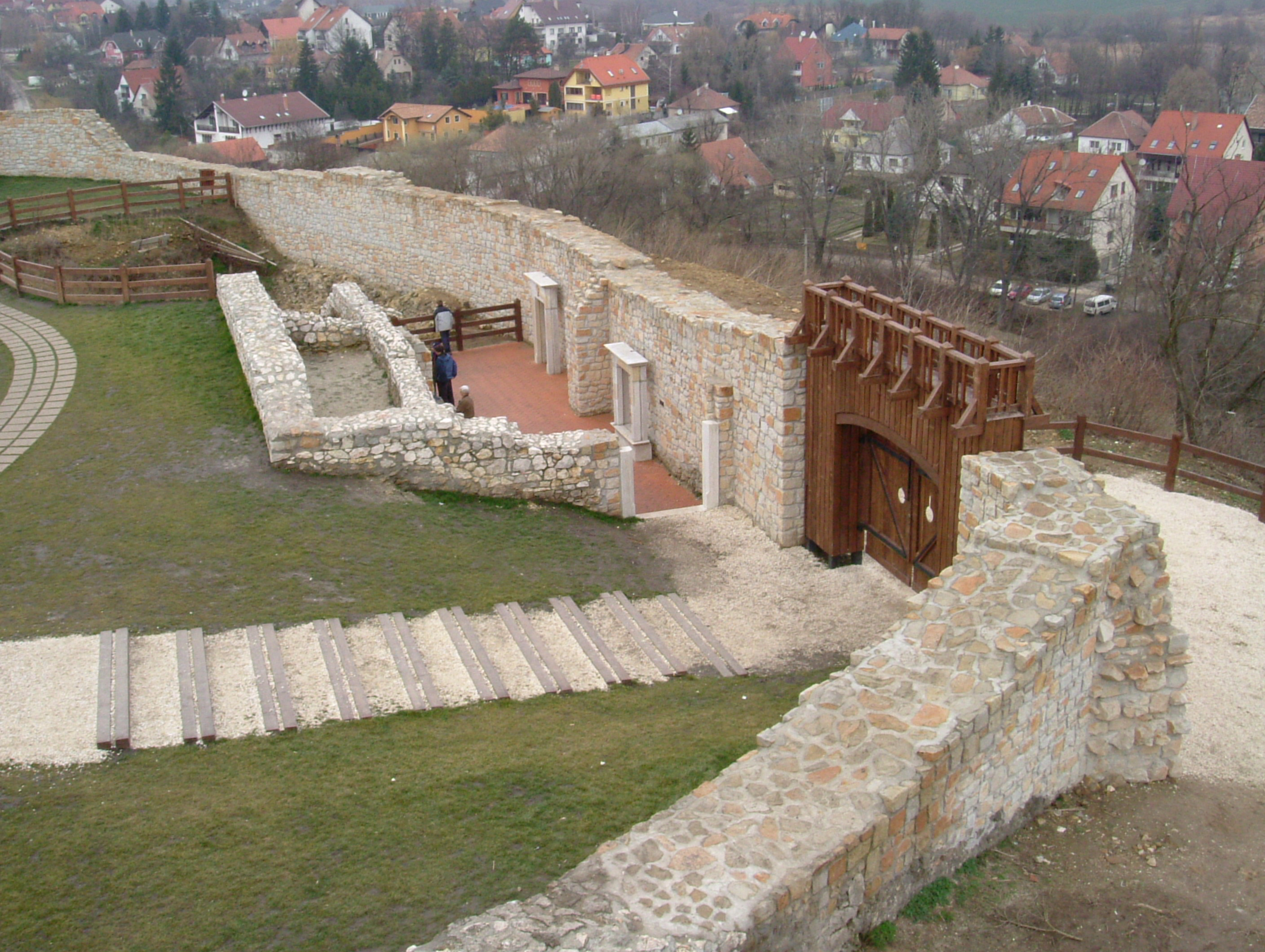
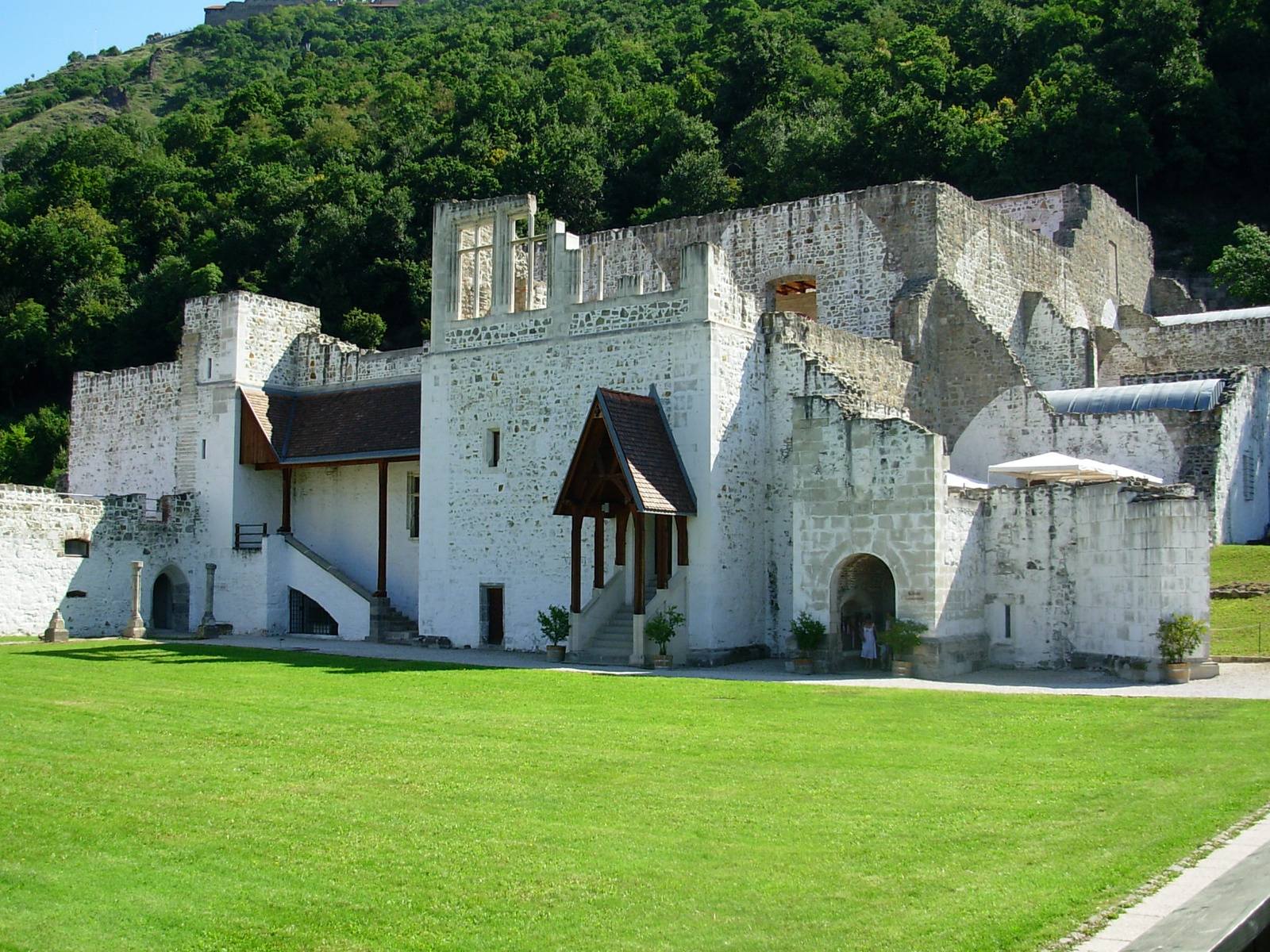
Mátyás-palota
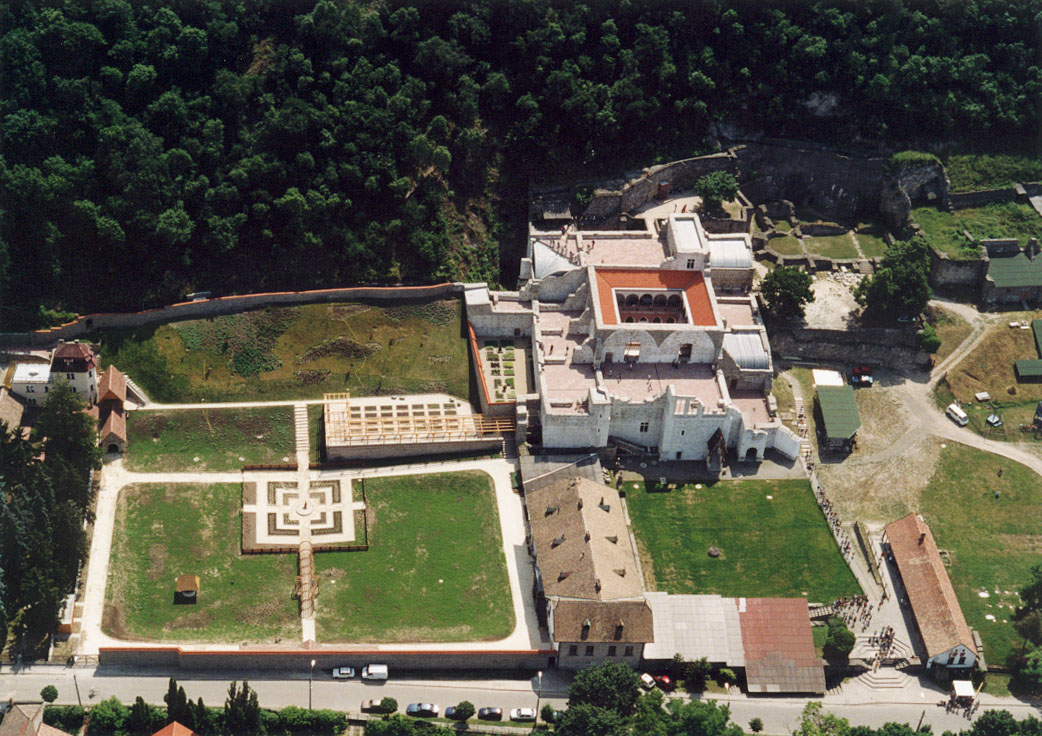

### Videók
- Régi Vitézeknek, 17. adás (Beszélgetés Waldmann Szabolccsal az Ars Ensis alelnökével). youtube.com. (Hozzáférés: 2016. december 7.)
- Bizserget a másfél méternyi vas a kézben (Egy újságíró az Ars Ensis szegedi edzésén). youtube.com. (Hozzáférés: 2017. április 29.)